# Jeppe Tverskov
Jeppe Theis Tverskov (Copenaghen, 12 marzo 1993) è un calciatore danese, difensore del San Diego.

## Carriera
Il 21 giugno 2023 viene acquistato dal Nordsjælland, con cui firma un contratto biennale con decorrenza dal 1º luglio seguente.